# Natura morta amb pomes
Natura morta amb pomes és un quadre de Paul Cézanne (1839-1906) conservat al museu de l'Ermitage de Sant-Pétersbourg.

Les pomes vermelles en un plat blanc i les dues pomes verdes darrere d'una llimona donen un domini al vermell i al verd a aquest quadre de fons groc. Aquests dos colors dominants han estat usats en un gran nombre de bodegons de Delacroix que Cézanne valorava particularment. Anteriorment, Cézanne ja ho havia provat en diverses composicions amb pomes, com la Natura morta amb pomes i peres (1885-1887) conservada a la Nacional Gallery of Art de Washington, de què s'inspira en aquest quadre. A l'esquerra, s'observa una petita caixa metàl·lica de forma cilíndrica que contrasta amb les formes arrodonides de les fruites i del plat, i recoberta parcialment per una fulla verda. Aquest objecte és usat aquí per primera i última vegada en l'obra de Cézanne. Es tracta doncs aquí d'una investigació de formes i de constrasts de tons que s'emparenta al sintetisme d'aquell període. Com escriu Émile Bernard en els seus Records, Cézanne li hi havia declarat: « totes les formes de la natura poden ser reduïdes a l'esfera, el cilindre i el con, i és per això que l'artista, en primer lloc, ha d'estudiar aquestes figures simples i no és fins llavors que pot fer el que vulgui. 
| « | tout se rapporte dans la nature à la base du rond, du cône et du cylindre, c'est pourquoi l'artiste doit avant tout étudier ces figures simples et ce n'est qu'ensuite qu'il peut faire ce qu'il veut. | » |

Aquesta natura morta va ser adquirida per Otto Krebs a Múnic a la galeria Hugo Perls. Va ser transferida al Ermitage l'any 1947 per les autoritats d'ocupació soviètiques, en tant que reparació dels danys de guerra patits, i presentada per primera cop al públic l'any 1995, a l'Ermitage.